# Wallaroo (marsupial)
Macropus robustus
Pour les articles homonymes, voir Wallaroo.
Espèce
Statut de conservation UICN

 LC  : Préoccupation mineure
Le wallaroo, Macropus robustus, est une espèce de marsupiaux très courante sur le continent australien. C'est un kangourou de taille moyenne, d'où son nom qui est la contraction des mots anglais wallaby et kangaroo. En effet, le terme wallaroo est pour les anglophones un nom vernaculaire qui désigne tout kangourou de taille moyenne, trop grand pour être un wallaby. Ils appellent donc Macropus robustus common wallaroo ou simplement wallaroo, mais aussi hill wallaroo, euro (en particulier pour M. r. erubescens) ou Eastern wallaroo (pour M. r. robustus).

## Liste des sous-espèces
- Macropus robustus robustus -  Trouvé dans l'Est de l'Australie, les mâles de cette sous-espèce ont un pelage sombre, ressemblant beaucoup au wallaroo noir. Les femelles sont plus claires, de couleur sable.
- Macropus robustus erubescens - Trouvé un peu partout sur le continent, il a un pelage de couleur variable mais le plus souvent brun.
- Macropus robustus isabellinus - On ne le trouve que dans l'île "Barrow" en Australie Occidentale. Il est assez petit et entièrement roux.
- Macropus robustus woodwardi - On le trouve dans la région de Kimberley en Australie-Occidentale et dans la région avoisinante du territoire du nord. C'est l'espèce la plus pâle des quatre.

## Galerie

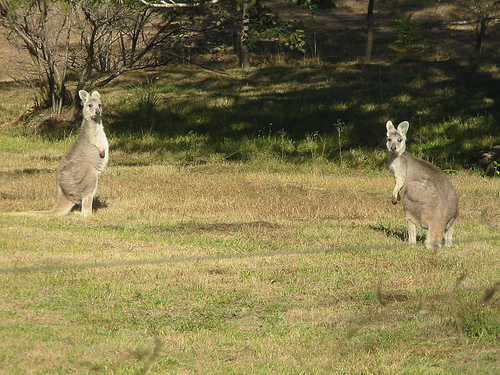
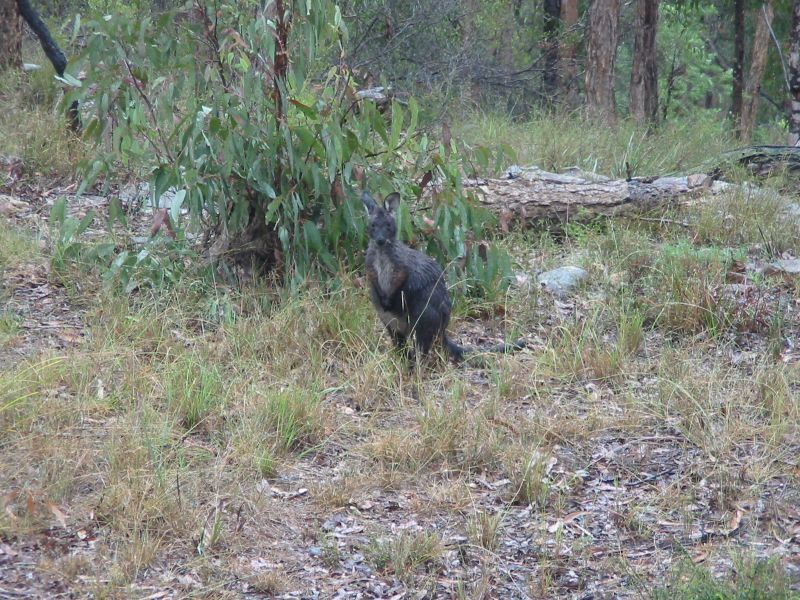